# Nemuro (phó tỉnh)

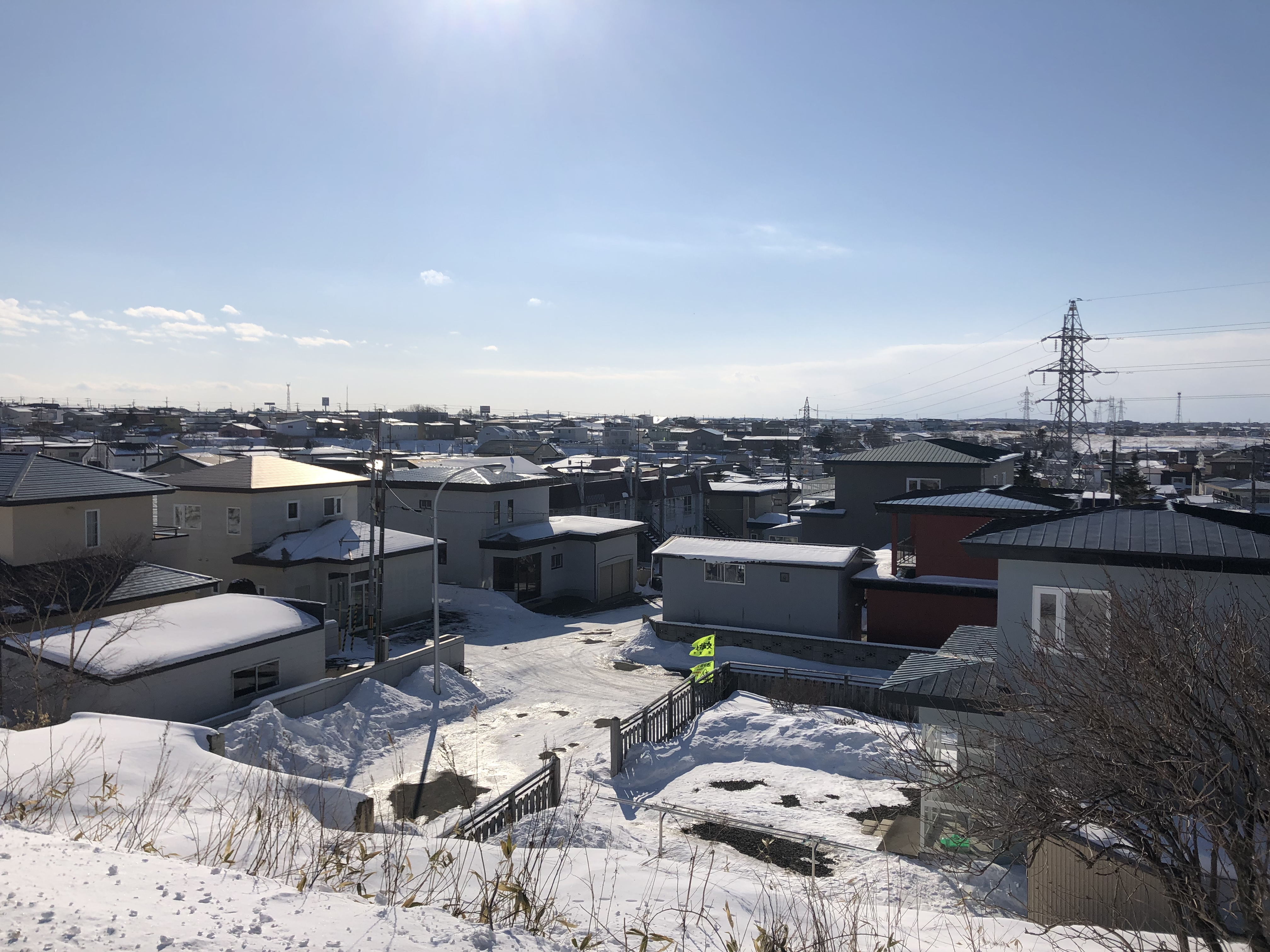
Thành phố Nemuro

Nemuro (根室振興局 Nemuro-shinkō-kyoku) là phó tỉnh của Hokkaidō, Nhật Bản. Tính đến ngày 1 tháng 10 năm 2020, dân số ước tính phó tỉnh là 47.135 người và mật độ dân số là 14 người/km2. Tổng diện tích thị trấn là 3406,23 km2.

## Hành chính

### Thành phố và thị trấn
| Tên                           | Tên      | Diện tích (km2) | Dân số | Huyện    | Loại đô thị | Bản đồ |
| Rōmaji                        | Kanji    | Diện tích (km2) | Dân số | Huyện    | Loại đô thị | Bản đồ |
| ----------------------------- | -------- | --------------- | ------ | -------- | ----------- | ------ |
| Betsukai                      | 別海町   | 1.320,15        | 15.179 | Notsuke  | Thị trấn    |        |
| Nakashibetsu                  | 中標津町 | 684,98          | 24.014 | Shibetsu | Thị trấn    |        |
| Nemuro (trung tâm hành chính) | 根室市   | 512,63          | 27.109 | Không có | Thành phố   |        |
| Rausu                         | 羅臼町   | 397,88          | 5.395  | Menashi  | Thị trấn    |        |
| Shibetsu                      | 標津町   | 624,49          | 5.374  | Shibetsu | Thị trấn    |        |